# Tatyjana Romanovna Lebegyeva
Tatyjana Romanovna Lebegyeva (oroszul: Татьяна Романовна Лебедева; 1976. július 21. –) olimpiai, világ- és Európa-bajnok orosz atléta. A 2004-es budapesti fedett pályás világbajnokságon hármasugrásban 15,36 méteres eredményével fedett pályás világrekordot ért el.

## Pályafutása
Pályafutása kezdetén kizárólag hármasugrásban jeleskedett. 1994-ben bronzérmet szerzett a junior világbajnokságon e számban. A 2000-es Sydney-i olimpián is csak ebben az egy versenyszámban szerepelt. Első olimpiáján Lebegyeva a legjobb eredménnyel jutott döntőbe, ahol egyedül a bolgár Tereza Marinova ugrott jobbat nála, és végül 20 centiméterrel elmaradva a győztes eredménytől, 15,00-s ugrásával második, ezüstérmes lett.
2001-ben előbb ezüstérmesként zárt a fedett pályás világbajnokságon, majd világbajnok lett szabadtéren. Ezt a címet két év múlva, Párizsban sikerült megvédenie, így, mint a főesélyesek egyike indult az athéni olimpián.
Az athéni játékok előtt két világbajnoki címet szerzett a budapesti fedett pályás világbajnokságon. Hármasugrásban 15,36-os új világrekorddal győzött, míg nagy meglepetésre a távolugrás versenyét is megnyerte. Ez volt az első jelentős sikere ebben a számban.

### Athéni arany
Az olimpián már két számban vett részt. Hármasugrásban szoros versenyben maradt alul azzal a kameruni Françoise Mbangóval szemben, aki előtt az utolsó két világbajnokságon diadalmaskodott. Mbango 15,30-as eredménnyel olimpiai bajnok lett, Hriszopijí Devedzí 15,25-dal zárt a második helyen, míg Lebegyeva 15,14-dal, húsz centiméterrel elmaradva egy hónappal korábban ugrott új szabadtéri egyéni csúcsától végzett bronzérmesként. Távolugrásban nem indult a szám címvédője, Heike Drechsler, míg az aktuális világbajnok, Eunice Barber nem jutott döntőbe, így nagyban nőttek az esélyei egy éremre ebből a számból is. A döntőben már a második körben megugrotta legjobbját, 7,07-ot. Két honfitársa, Irina Szimagina és Tatyjana Kotova tudott csak közel kerülni hozzá, ők mind a ketten 7,05-dal zártak, így az aranyérmes Lebegyeva lett.
A 2005-ös világbajnokságot sérülés miatt kihagyta, azonban az évben ő volt az egyetlen, aki mind a hat Golden League-versenyen győzni tudott ugyanabban a számban. Neki ez hármasugrásban sikerült, így övé lett az 1 millió dolláros fődíj.
A 2006-os Európa-bajnokságon hármasugrásban, majd a 2007-es oszakai világbajnokságon távolugrásban győzött. Oszakában emellett ezüstérmesként zárt hármasugrásban.

### Ezüstös Peking
Pekingben mind a két számban szoros küzdelemben maradt alul és lett második. Hármasugrásban mindössze hét centiméterrel maradt el Mbangotól, távolugrásban pedig csak egy centiméter döntött közte és a győztes Maurren Maggi között. Ötödik olimpiai érme után, 2009-ben megszerezte ötödik világbajnoki érmét is: távolugrásban másodikként végzett Berlinben Brittney Reese mögött. Ezektől az érmeitől 2018-ban, dopping mintáinak újraelemzése után megfosztották.

## Egyéni legjobbjai
| Versenyszám | Eredmény       | Szélsebesség | Helyszín  | Dátum            |
| Szabadtér   | Szabadtér      | Szabadtér    | Szabadtér | Szabadtér        |
| ----------- | -------------- | ------------ | --------- | ---------------- |
| Távolugrás  | 7,33 méter     | +0,4 m/s     | Tula      | 2004. július 31. |
| Hármasugrás | 15,34 méter NR | -0,5 m/s     | Iráklio   | 2004. július 4.  |
| Fedett      |                |              |           |                  |
| Távolugrás  | 6,98 méter     | –            | Budapest  | 2004. március 7. |
| Hármasugrás | 15,36 méter WR | –            | Budapest  | 2004. március 6. |

WR: világrekord, NR: nemzeti rekord